# Академик Ломоносов
„Академик Ломоносов“ е несамоходна плаваща атомна електрическа централа. Плавателният съд е наречен в чест на руския учен Михаил Ломоносов. Домува в пристанището на град Певек в Чукотския автономен окръг, Русия, което я прави най-северната атомна електроцентрала в света. Предоставя топло- и електроенергия на областта чрез два реактора тип КЛТ-40С, всеки с чиста електрическа мощност от 32 MW.
Поради отдалечеността на Певек от Билибино „Академик Ломоносов“ все още не може изцяло да замени Билибинската АЕЦ, която е в процес на извеждане извън експлоатация.[ неясно? ]